# 第1屆康城電影節
第1屆坎城影展於1946年9月20日至10月5日在法國坎城舉行。21個國家在前坎城賭場舉行的“第一屆坎城影展”上展示了他們的電影。二戰結束僅一年後，大部分電影都是關於戰爭的。 出現了幾個技術問題，例如在宣布獲勝者的前一天，防水布蓋在暴風雨中被吹走，亞佛烈德·希區考克的《美人計》的捲軸以相反的順序顯示，以及米格爾·M·德爾加多的《三劍客》倒置投影。
在第一次影展期間，評審團由每個國家的一名代表組成，法國歷史學家喬治·豪斯曼擔任評審團主席。十八個國家更強調創造力而不是競爭力，展示了該國的電影。其中十一國並列國際影展的第一屆金棕櫚獎。

## 評審團
以下人員被任命為長片和短片的評審團：
- 喬治·豪斯曼（法语：Georges Huisman）（歷史學家）評審團主席
- 伊里斯·貝瑞（英语：Iris Barry）
- Beaulieu（外國代表）
- 安東尼·布魯西爾（捷克语：Antonín Martin Brousil）
- JHJ·德容（J.H.J. De Jong）
- 唐·都鐸（Don Tudor）
- 塞繆爾·芬德萊特（Samuel Findlater）
- 谢尔盖·格拉西莫夫
- 楊·康果爾德（Jan Korngold）
- 多明戈·馬斯卡倫哈斯（Domingos Mascarenhas）
- 雨果·莫爾霍夫（Hugo Mauerhofer）
- 菲利波·曼尼尼（Filippo Mennini）
- 莫爾特克-漢森
- 費爾南·里戈特（法语：Fernand Rigot）
- 謝爾·斯特倫堡（瑞典语：Kjell Stromberg）
- 魯道夫・尤希格里（英语：Rodolfo Usigli）
- 尤瑟夫·瓦赫比（英语：Youssef Wahby）
- 海里格·萬伯格（丹麦语：Helge Wamberg）

## 競賽長片
以下電影參與角逐金棕櫚獎：
| 中文片名               | 原文片名                     | 導演                                                                    | 製作國       |
| ---------------------- | ---------------------------- | ----------------------------------------------------------------------- | ------------ |
| 《冒險的單身漢》       | Nezbedný bakalář             | 奧托卡·華夫拉                                                           | 捷克斯洛伐克 |
| 《安娜與暹羅國王》     | Anna and the King of Siam    | 約翰·克倫威爾                                                           | 美国         |
| 《強盜》               | Il Bandito                   | 艾伯托·拉圖亞達                                                         | 義大利       |
| 《鐵軌之戰》           | Find La Bataille du Rail     | 勒內·克萊芒                                                             | 法國         |
| 《美女與野獸》         | La Belle et la Bête          | 尚·考克多                                                               | 法國         |
| 《血與火》             | Blod och eld                 | 安德斯·亨里克森                                                         | 瑞典         |
| 《相見恨晚》           | Brief Encounter              | 大卫·利恩                                                               | 英国         |
| 《凱撒和埃及豔后》     | Caesar and Cleopatra         | 蓋布里埃爾·帕斯卡                                                       | 英国         |
| 《賈梅士》             | Camões                       | 何塞·萊唐·德·巴羅斯                                                     | 葡萄牙       |
| 《俘虜之心》           | The Captive Heart            | 羅勒·迪爾登                                                             | 英国         |
| 《杜尼亞》             | Dunia                        | 穆罕默德·卡里姆                                                         | 埃及         |
| 《女王之花》           | Floarea reginei              | 保羅·卡林內斯古                                                         | 羅馬尼亞     |
| 《煤氣燈下》           | Gaslight                     | 喬治·丘克                                                               | 美国         |
| 《姬黛》               | Gilda                        | 查爾斯·維多                                                             | 美国         |
| 《生命中的一天》       | Un giorno nella vita         | 亞力山卓·布雷塞提                                                       | 義大利       |
| 《217註冊證》          | Человек № 217                | 米哈伊爾·伊里奇·羅姆                                                    | 苏联         |
| 《偉大的格林卡》       | Глинка                       | 列夫·阿恩施塔姆                                                         | 苏联         |
| 《你好莫斯科》         | Zdravstvuy, Moskva!          | 謝爾蓋·尤特凱維奇                                                       | 苏联         |
| 《特拉維先生的苦難》   | Le miserie del signor Travet | 馬里奧·索達提                                                           | 義大利       |
| 《最後的機會》         | Die letzte Chance            | 利奧波德·林特貝格                                                       | 瑞士         |
| 《死者的信》           | Brevet fra afdøde            | 約翰·雅各布森                                                           | 丹麦         |
| 《失去的週末》         | The Lost Weekend             | 比利·懷德                                                               | 美国         |
| 《情人的歸來》         | Un revenant                  | 克里斯蒂安-雅克                                                         | 法國         |
| 《戀人》               | Amanti in fuga               | 賈柯莫·眞蒂洛莫                                                         | 義大利       |
| 《劍膽琴心》           | The Magic Bow                | 伯納德·諾爾斯                                                           | 英国         |
| 《為我譜上樂章》       | Make Mine Music              | 傑克·金尼 克萊·傑羅尼米 漢密爾頓·呂斯克 羅伯特·科馬克（Robert Cormack） | 美国         |
| 《瑪麗婭的畫像》       | María Candelaria             | 艾米利奧・費南德茲                                                      | 墨西哥       |
| 《沒有翅膀的男人》     | Muži bez křídel              | 弗朗蒂塞克·卡普                                                         | 捷克斯洛伐克 |
| 《蘭花先生》           | Le Père tranquille           | 勒內·克萊芒                                                             | 法國         |
| 《下層都市》           | Neecha Nagar                 | 契坦·阿南德                                                             | 印度         |
| 《美人計》             | Notorious                    | 亞佛烈德·希區考克                                                       | 美国         |
| 《國家》               | Patrie                       | 路易斯·達金                                                             | 法國         |
| 《大地將變成紅色》     | De røde enge                 | 波迪爾·伊普森 小拉烏·勞里岑                                             | 丹麦         |
| 《藍色狂想曲》         | Rhapsody in Blue             | 歐文‧瑞博                                                               | 美国         |
| 《羅馬，不設防的城市》 | Roma città aperta            | 羅伯托·羅塞里尼                                                         | 義大利       |
| 《第七面紗》           | The Seventh Veil             | 康普頓·班納特                                                           | 英国         |
| 《石花》               | Каменный цветок              | 亞歷山大·普圖什科                                                       | 苏联         |
| 《田園交響曲》         | La Symphonie pastorale       | 讓·德拉努瓦                                                             | 法國         |
| 《折磨》               | Hets                         | 阿爾夫·斯約伯格                                                         | 瑞典         |
| 《沒有上帝的三天》     | Três Dias Sem Deus           | 芭芭拉·維吉尼亞                                                         | 葡萄牙       |
| 《三劍客》             | Los tres mosqueteros         | 米格爾·M·德爾加多                                                       | 墨西哥       |
| 《轉折點》             | Великий перелом              | 弗雷德里希·埃姆勒                                                       | 苏联         |
| 《完美男人》           | Wonder Man                   | H·布魯斯·亨伯史東                                                       | 美国         |
| 《卓雅》               | Зоя                          | 列夫·阿恩施塔姆                                                         | 苏联         |

## 競賽短片
以下短片參與角逐短片金棕櫚獎：
| 中文片名               | 原文片名                      | 導演                                                              | 製作國       |
| ---------------------- | ----------------------------- | ----------------------------------------------------------------- | ------------ |
| 《都市之歌》           | A City Sings                  | 古德倫·帕克                                                       | 加拿大       |
| 《奧貝維埃》           | Aubervilliers                 | 埃利·洛塔                                                         | 法國         |
| 《奧比松》             | Aubusson                      | 皮埃爾·比羅（Pierre Biro） 皮埃爾·赫希（Pierre Hirsch）           | 法國         |
| 《都市中的孩童》       | Bambini in città              | 路易吉·康門西尼                                                   | 義大利       |
| 《白牙》               | Белый Клык                    | 亞歷山大·茲古里迪                                                 | 苏联         |
| 《柏林戰役－1945》     | Берлин                        | 尤里·萊茲曼 伊莉莎維特·斯洛夫                                     | 苏联         |
| 《馬爾姆之歌》         | Cantico Dei Marm              | 彼得羅·貝內德提（Pietro Benedetti） 喬瓦尼·羅西（Giovanni Rossi） | 義大利       |
| 《流行歌曲》           | Chants populaires             | 喬治·鄧寧                                                         | 加拿大       |
| 《尋海者》             | Chercheurs de la mer          | 讓·帕拉迪                                                         | 加拿大       |
| 《賽普勒斯是一個島嶼》 | Cyprus Is An Island           | 拉爾夫·基恩                                                       | 英国         |
| 《喜歡別人的男人》     | Des hommes comme les autres   | R.范德維爾特（R. Van De Weerdt）                                  | 比利时       |
| 《世界》               | Die Welt                      | 山姆·溫斯頓（Sam Winston）                                        | 美国         |
| 《途中》               | En Route                      | 奧托·范梅恩霍夫（Otto van Meyenhoff）                             | 荷蘭         |
| 《沉船記》             | Épaves                        | 雅克-伊夫·庫斯托                                                  | 法國         |
| 《閃爍閃耀》           | Flicker Flashbacks            | 理查·弗萊舍                                                       | 美国         |
| 《G.I'S在瑞士》        | G.I'S In Switzerland          | 赫爾曼·哈勒                                                       | 瑞士         |
| 《處理船舶》           | Handling Ships                | 艾倫·克里克（Allan Crick） 約翰·哈拉斯                            | 英国         |
| 《希特勒的一生》       | Hitler Lives                  | 唐·席格                                                           | 美国         |
| 《管弦樂隊的樂器》     | Instruments of the Orchestra  | 繆爾·馬錫森                                                       | 英国         |
| 《兩小無猜》           | Jeux d'enfants                | 讓·潘勒韋                                                         | 法國         |
| 《男人》               | L'Homme                       | 吉爾斯·馬格亞里蒂斯                                               | 法國         |
| 《蜜蜂之城》           | La cité des abeilles          | 安德魯·溫尼斯基（Andrev Winnitski）                               | 法國         |
| 《魔笛》               | La Flûte magique              | 保羅·格里姆爾                                                     | 法國         |
| 《蒸汽火車頭》         | Lokomotywa                    | 斯坦尼斯瓦夫·烏爾巴諾維奇（Stanisław Urbanowicz）                 | 波蘭         |
| 《海鷗》               | Måsen                         | 韋利·彼特斯                                                       | 瑞典         |
| 《回歸生活》           | Le Retour à la Vie            | K.M.瓦洛博士（Dr K.M. Vallo）                                     | 法國         |
| 《建設中的堤壩》       | Les Digues en construction    | 喬德哈斯（Jo de Haas） 曼努斯·弗蘭根                              | 荷蘭         |
| 《巴黎大堂》           | Les Halles De Paris           | 保羅·舒伊特瑪                                                     | 荷蘭         |
| 《維利奇卡鹽礦》       | Les mines de sel de Wieliczka | 雅羅斯瓦夫·布若佐斯基                                             | 波蘭         |
| 《默茲河》             | Les Ponts De La Meuse         | 保羅·舒伊特瑪                                                     | 荷蘭         |
| 《日出》               | Les Protubérance solaires     | M.勒克萊爾（M. Leclerc） M.萊奧特（M. Lyot）                      | 法國         |
| 《陸森市音樂廳》       | Lucerne Ville Musicale        | 漢斯·特羅默（Hans Trommer）                                       | 瑞士         |
| 《一家男人》           | Man One Family                | 伊沃·蒙塔古                                                       | 英国         |
| 《我必須唱這首歌》     | Me he de comer esa tune       | 米格爾·查迦利亞斯                                                 | 墨西哥       |
| 《情慾》               | Metamorphoses                 | 赫爾曼·范德霍斯特（Herman van der Horst）                         | 荷蘭         |
| 《我國青年》           | Молодость нашей страны        | 謝爾蓋·尤特凱維奇                                                 | 苏联         |
| 《開滴醚》             | Open drop ether               | 貝西·萊特                                                         | 英国         |
| 《走出廢墟》           | Out of the Ruins              | 尼克·里德（Nick Read）                                            | 英国         |
| 《遊樂場》             | Parques Infantis              | 阿基利諾·曼德斯（Aquilino Mendes）若昂·曼德斯                     | 葡萄牙       |
| 《坎帕涅派對》         | Partie de campagne            | 尚·雷諾瓦                                                         | 法國         |
| 《斯普林曼和黨衛隊》   | Pérák a SS                    | 吉里·特恩卡                                                       | 捷克斯洛伐克 |
| 《戰俘》               | Prisonnier de guerre          | 庫爾特·費魯                                                       | 瑞士         |
| 《鄉村狂想曲》         | Rapsodia Rustică              | 吉安·米哈伊爾                                                     | 羅馬尼亞     |
| 《網路x》              | Réseau x                      | 馬烏齊爾                                                          | 法國         |
| 《鋼》                 | Steel                         | 法蘭克·邦迪（Frank Bundy）                                        | 英国         |
| 《華沙套房》           | Apartament Warszawski         | 塔德烏什·馬卡爾欽斯基                                             | 波蘭         |
| 《洋蔥的生命週期》     | The Life Cycle of the Onion   | 瑪麗·菲爾德                                                       | 英国         |
| 《被偷走的小狗》       | The Purloined Pup             | 查爾斯·尼科斯                                                     | 美国         |
| 《我們生活的方式》     | The Way We Live               | 吉爾·克雷吉                                                       | 英国         |
| 《歐洲市中心的港口》   | Přístav V Srdce Evropy        | 雅羅斯拉夫·諾沃特尼                                               | 捷克斯洛伐克 |
| 《聖誕夢》             | Vánoční sen                   | 卡爾·齊曼                                                         | 捷克斯洛伐克 |
| 《濕油漆》             | Wet Paint                     | 華特·迪士尼                                                       | 美国         |
| 《富足世界》           | World Of Plenty               | 保羅·羅瑟                                                         | 英国         |
| 《你孩子的眼睛》       | Your Children's eyes          | 艾歷克斯·史特拉瑟（Alex Strasser）                                | 英国         |
| 《動物和花瓣》         | Zvířátka a Petrovští          | 吉里·特恩卡                                                       | 捷克斯洛伐克 |

## 獎項
以下電影和演員獲得了第1屆影展獎項：

### 官方獎項
長片
- 金棕櫚獎：
  - 《相見恨晚（英语：Brief Encounter）》－大卫·利恩
  - 《折磨（英语：Torment (1944 film)）》－阿爾夫·斯約伯格（英语：Alf Sjöberg）[10]
  - 《最後的機會（英语：The Last Chance (1945 film)）》－利奧波德·林特貝格（英语：Leopold Lindtberg）
  - 《失去的週末》－比利·懷德
  - 《瑪麗婭的畫像（英语：María Candelaria）》－艾米利奧・費南德茲（英语：Emilio Fernández）
  - 《沒有翅膀的男人（英语：Men Without Wings）》－弗朗蒂塞克·卡普（英语：František Čáp）
  - 《下層都市（英语：Neecha Nagar）》－契坦·阿南德（英语：Chetan Anand）
  - 《大地將變成紅色（英语：The Red Meadows）》－波迪爾·伊普森（英语：Bodil Ipsen）和小拉烏·勞里岑（英语：Lau Lauritzen Jr.）
  - 《羅馬，不設防的城市》－羅伯托·羅塞里尼
  - 《田園交響曲（英语：Pastoral Symphony (film)）》－讓·德拉努瓦（英语：Jean Delannoy）
  - 《轉折點（英语：The Turning Point (1945 film)）》－弗雷德里希·埃姆勒（英语：Fridrikh Ermler）
- 評審團獎：《鐵軌之戰（英语：The Battle of the Rails）》－勒內·克萊芒
- 最佳男演員獎：雷·米倫－《失去的週末》
- 最佳女演員獎：蜜雪兒·摩根－《田園交響曲（英语：Pastoral Symphony (film)）》
- 最佳導演獎：勒內·克萊芒－《鐵軌之戰（英语：The Battle of the Rails）》
- 最佳攝影獎：米格爾·M·德爾加多（英语：Miguel M. Delgado）－《瑪麗婭的畫像（英语：María Candelaria）》和《三劍客（英语：The Three Musketeers (1942 film)）》
- 最佳動畫設計獎：《為我譜上樂章》
- 最佳彩色電影獎：《石花（英语：The Stone Flower）》

短片
- 《聖誕夢（英语：Vánoční sen）》－卡爾·齊曼
- 《動物和花瓣（捷克语：Zvířátka a Petrovští）》－吉里·特恩卡（英语：Jiří Trnka）
- 《我國青年》－謝爾蓋·尤特凱維奇（英语：Sergei Yutkevich）
- 《維利奇卡鹽礦》－雅羅斯瓦夫·布若佐斯基（波兰语：Jarosław Brzozowski）
- 《蜜蜂之城》－安德魯·溫尼斯基（Andrev Winnitski）
- 《柏林戰役－1945（英语：Fall of Berlin – 1945）》－尤里·萊茲曼（英语：Yuli Raizman）

### 獨立單位獎項
費比西獎
- 《法爾畢克（法语：Farrebique）》－喬治·魯基耶（英语：Georges Rouquier）

國際和平獎
- 《最後的機會（英语：The Last Chance (1945 film)）》

## 其他媒體
- British Pathé: Cannes Film Festival 1946 footage （页面存档备份，存于）
- Institut National de l'Audiovisuel: Opening of the 1st Festival in 1946 （页面存档备份，存于） (commentary in French)
- INA: About the 1946 Festival （页面存档备份，存于） (mute)
- INA: Unusual arrival of American stars at the 1st festival （页面存档备份，存于） (mute)

## 外部連結
- 1946 Cannes Film Festival (web.archive)
- Official website Retrospective 1946 的存檔，存档日期2017-06-25.
- Cannes Film Festival Awards for 1946 （页面存档备份，存于） at Internet Movie Database